# Henia athenarum
Henia athenarum är en mångfotingart som beskrevs av Pocock 1891. Henia athenarum ingår i släktet Henia och familjen Dignathodontidae.
Artens utbredningsområde är:
- Grekland.
- Turkiet.

Inga underarter finns listade i Catalogue of Life.